# Katharina Bellowitsch
Katharina "Kati" Bellowitsch (né le 13 juin 1974 à Graz) est une animatrice de télévision et radio autrichienne.

## Biographie
Kati Bellowitsch suit d'abord des études pour devenir institutrice. Elle commence en 1996 par animer la matinée sur Antenne Steiermark puis anime une émission sur les sports mécaniques sur Eurosport. En 1998, elle travaille pour une radio privée de Vienne puis est porte-parole de l'équipe de Formule 3000 Red Bull Junior.
En 1999, elle intègre la radio Ö3 puis l'année suivante la chaîne pour enfants Confetti TiVi.
Le 11 février 2010, Bellowitsch présente depuis le tapis rouge le bal de l'Opéra de Vienne. En 2010 et 2011, elle anime Kiddy Contest sur ÖRF. En 2011, elle arrive sur la chaîne pour enfants okidoki. De 2011 à 2016, elle présente les résultats du vote de l'Autriche au Concours Eurovision de la chanson. En 2014, elle le fait avec une barbe en soutien à la candidate autrichienne, Conchita Wurst.

## Source de la traduction
- (de) Cet article est partiellement ou en totalité issu de l’article de Wikipédia en allemand intitulé « Kati Bellowitsch » (voir la liste des auteurs).

- Notices d'autorité :   - VIAF
  - GND